# Чорне пиво
Чо́рне пи́во (нім. Schwarzbier) — сорт пива низового бродіння, якому притаманний дуже темний, майже чорний, колір. Походить з Німеччини та наразі є найпопулярнішим різновидом темного пива у країні. Також виробляється у низці інших країн світу, де здебільшого має власні місцеві назви, зокрема у Чехії (чеськ. černé), Іспанії та країнах Латинської Америки (ісп. cerveza negra), США (англ. black lager). В Україні прикладами чорного пива є однойменний сорт львівської Першої приватної броварні та «Диканські вечори» від Полтавпиво.

## Характеристика
Сучасне чорне пиво виробляють способом низового бродіння, тобто воно належить до лагерів. Темний колір напою обумовлений використанням темного ячмінного солоду, який отримують шляхом підсмаження пророщеного ячмінного зерна. Використання такого солоду надає пиву сухого «смаженого» присмаку, який, втім, зазвичай є менш відчутним, ніж у чорних елях (насамперед стаутах). Відрізняється від стаутів також менш насиченим кольором та менш відчутною хмелевою гіркотою, яку для традиційного чорного пива визначають як «помірну».

## Історія
Історично чорне пиво було одним з перших сортів пива, що виникли на німецьких землях, оскільки ефективні технології виробництва світлого пива з'явилися лише у XIX сторіччі. До цього сушіння пивоварного солоду відбувалося здебільшого за допомогою відкритого вогню, через що він мав темне забарвлення та відчутний смажений (або копчений, як у випадку копченого пива) присмак. Перші зразки чорного пива виробляли способом верхового бродіння, пізніше, з винайденням та популяризацією низового бродіння, чорне пиво стали виробляти за цією технологією.
Першою письмовою згадкою про чорне пиво зазвичай вважають документ 1543 року, в якому згадується цей різновид пива, що виробляли на той час у містечку Бад-Кестріц у Тюрингії. Місцева броварня й досі лишається виробником одного з найвідоміших сортів чорного пива — Köstritzer.
Традиційно основна частина виробництва чорного пива у Німеччині була зосереджена у східній частині країні, у Тюрингії та Саксонії, які 1949 року відійшли до Німецької Демократичної Республіки. Популярність чорного пива у всій Німеччині почала відновлюватися лише з возз'єднанням країни у 1990 році. Після цього на чорне пиво звернули увагу й броварі інших країн Західної Європи та Північної Америки, які створили власні різновиди цього напою.